# Jules Hossey
Jules Jean Louis Enghien Hossey (Roubaix, 2 februari 1900 - 4 oktober 1980) was een Belgisch politicus voor de POB en diens opvolger de PSB.

## Levensloop
Hossey was doctor in de rechten en was advocaat.
In 1932 werd hij daarnaast verkozen tot socialistisch volksvertegenwoordiger voor het arrondissement Doornik en vervulde dit mandaat tot in 1961. Daarnaast was hij van 1933 tot 1959 gemeenteraadslid van Doornik. In 1933 werd hij er schepen en van 1956 tot 1959 was hij burgemeester.
In Doornik is er een sportcomplex naar hem vernoemd.